# NGC 519
NGC 519, đôi khi còn được gọi là PGC 5182 là một thiên hà hình elip nằm trong chòm sao Kình Ngư, cách Hệ Mặt Trời khoảng 242 triệu năm ánh sáng. Thiên hà được nhà thiên văn học Lewis Swift phát hiện vào ngày 20 tháng 11 năm 1886.

## Lịch sử quan sát
Swift đã phát hiện ra vật thể này cùng với NGC 530, 538 và 557 bằng kính thiên văn khúc xạ 16 inch tại Đài quan sát Warner. Sau đó thiên hà đã được John Louis Emil Dreyer đưa vào Danh mục chung mới về các tinh vân và cụm sao với mô tả là "cực kỳ mờ nhạt, rất nhỏ, tròn, rất khó nhìn thấy".

## Miêu tả
Thiên hà này xuất hiện rất mờ trên bầu trời vì nó chỉ có cấp sao biểu kiến là 14,4. Nó có thể được phân loại là loại E bằng cách sử dụng Biểu đồ Hubble. Khoảng cách từ thiên hà này đến Hệ Mặt trời vào khoảng 240 triệu năm ánh sáng, có thể được ước tính bằng cách sử dụng dịch chuyển đỏ của nó và định luật Hubble.